# Paul van Buren
Paul Matthews van Buren (1924–1998) a fondst un teolog și publicist creștin. A activat ca preot episcopalian și ca profesor de religie la Temple University din Philadelphia, pe o perioadă de 22 de ani. El a fost director [în necrologul NYT scrie „director asociat”] al Centrului de Etică și Pluralism religios de la Shalom Hartman Institute din Ierusalim.
El a murit de cancer, la 18 iunie 1998, la vârsta de 74 de ani.

## Biografie
Van Buren s-a născut și a crescut în Norfolk, Virginia. În timpul celui de-al doilea război mondial, el a servit în Paza de Coastă a Statelor Unite ale Americii.
Van Buren a studiat la Harvard College, unde a obținut în anul 1948 o diplomă de licență în administrație. Apoi a urmat Episcopal Theological School și a devenit licențiat în teologie sacră în 1951. A fost consacrat apoi ca preot episcopalian în Dieceza de Massachusetts. El a obținut titlul de doctor în teologie în 1957 la Universitatea Basel din Elveția, sub îndrumarea lui Karl Barth. A predat ca profesor la Temple University, fiind considerat un lider al școlii sau mișcării „Moartea lui Dumnezeu”, deși el-însuși a respins acest nume pentru mișcarea din care făcea parte, pretinzând că este o „invenție jurnalistică”, și s-a considerat un exponent al „Creștinismului secular”.

## Lucrări
O listă incompletă de scrieri se află mai jos:
- The Secular Meaning of the Gospel: Based on an Analysis of Its Language
- A Theology of the Jewish-Christian Reality (3 Volumes.)
- The Edges of Language:An Essay in the Logic of a Religion
- The Burden of Freedom
- Theological Explorations
- Christ in Our Place: The Substitutionary Character of Calvin's Doctrine of Reconciliation